# Sarah Moss
Sarah Moss (Glasgow, 1975) és una escriptora i acadèmica escocesa. Ha publicat sis novel·les, així com diverses obres de no-ficció i textos acadèmics. La seva obra ha estat nominada tres cops al Wellcome Book Prize. Des del setembre de 2020 és professora ajudanta d'escriptura creativa a l'Escola d'Anglès, Teatre i Cinema de l'University College Dublin.

## Novel·les
- Cold Earth (Granta, 2009)[4]
- Night Waking (Granta, 2011)[5]
- Bodies of Light (Granta, 2014)[6]
- Signs for Lost Children (Granta, 2015)[7]
- The Tidal Zone (Granta, 2016)[8]
- Ghost Wall (Granta, 2018),[9] traduït al català el 2020 com a Mur fantasma per Marc Rubió
- Summerwater (Pan Macmillan, 2020)[10]

## No-ficció
- The Frozen Ship (2006)
- Scott’s Last Biscuit: the literature of polar exploration (2006)[11]
- Spilling the Beans: reading, writing, eating and cooking in British women’s fiction 1770 – 1830[12]
- Chocolate: A Global History (2009)[13]
- Names for the Sea: Strangers in Iceland (Granta, 2012)[14]